# Broze russula
De broze russula (Russula fragilis) is een schimmel die behoort tot de familie Russulaceae. Hij komt voor in bossen in Europa, Azië en Noord-Amerika. Het vruchtlichaam is klein en fragiel met een lange steel en kan een verscheidenheid aan kleuren hebben. Het is een ectomycorrhizavormende schimmel, wat wil zeggen dat hij een mutualistische symbiose aangaat met de buitenkant van boomwortels. Hij groeit onder een groot aantal soorten bomen, waaronder breedbladige bomen zoals berken en eiken, maar ook onder naaldbomen (spar) op neutrale tot zure voedselarme bodem.

## Kenmerken

### Uiterlijke kenmerken
Hoed
De hoed van de paddenstoel is gewelfd tot vlak en licht ingedeukt in het midden. De afmeting bij een volgroeid exemplaar bedraagt 2 tot 6 centimeter. De kleur van de hoed is divers: rood, purperrood, roze en groenige tinten, meestal een combinatie hiervan. De kleur wordt donkerder naar het midden toe. Bij oudere exemplaren vervaagt de kleur meestal. De rand van de hoed is zeer dun en bij oudere exemplaren vaak geribbeld door de smalle aanhechtingen van de lamellen. 
Steel
De fragiele witte steel is 3 tot 6 centimeter hoog en heeft een doorsnede van 5 tot 15 millimeter. 
Lamellen
De lamellen zijn wit tot lichtcrème en meestal duidelijke, met een vergrootglas zichtbare, gekartelde randen. 
Vlees
Het gemakkelijk verbrokkelende vlees is wit van kleur. Met ijzersulfaat kleurt het vleesroze en met guajac kleurt het bijna niet.
Geur en smaak
De zwam ruikt fruitig en heeft een zeer scherpe smaak. Hij is niet geschikt voor consumptie.
Sporenprint
De sporenprint is wittig (Ib volgens Romagnesi).

### Microscopische kenmerken
De sporen meten 7,5-9 × 6-8 µm en zijn geornamenteerd met wratjes van 0,5 µm hoog. Deze wratjes staan via lijnen in verbinding met elkaar en vormen zo een netwerk. De cystidia in de hoed zijn cilindrisch tot knotsvormig en 0 tot 2 maal gesepteerd. 

## Gelijkende soorten
De verbleekte broze russula's lijken sterk op de roze berkenrussula (Russula betularum) en groeien ook onder berken. Ook de sierlijke russula (R. gracillima) lijkt op de broze russula en heeft een vergelijkbare habitat. Beide gelijkende soorten hebben echter geen inkepingen op de lamellen.

## Verspreiding en leefwijze

Europese verspreiding

De broze russula groeit in lanen en bossen in noordelijke gematigde streken van Europa, Azië en Noord-Amerika.  In Nederland is het een zeer algemene soort. In de late zomer en de herfst verschijnen de paddenstoelen, meestal in kleine groepen.

## Foto's

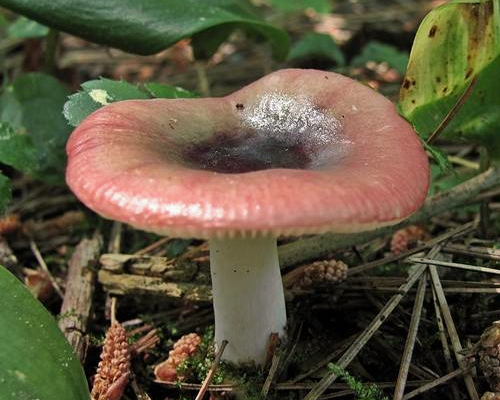
Het ingedeukte centrum van de hoed is vaak donkerder gekleurd
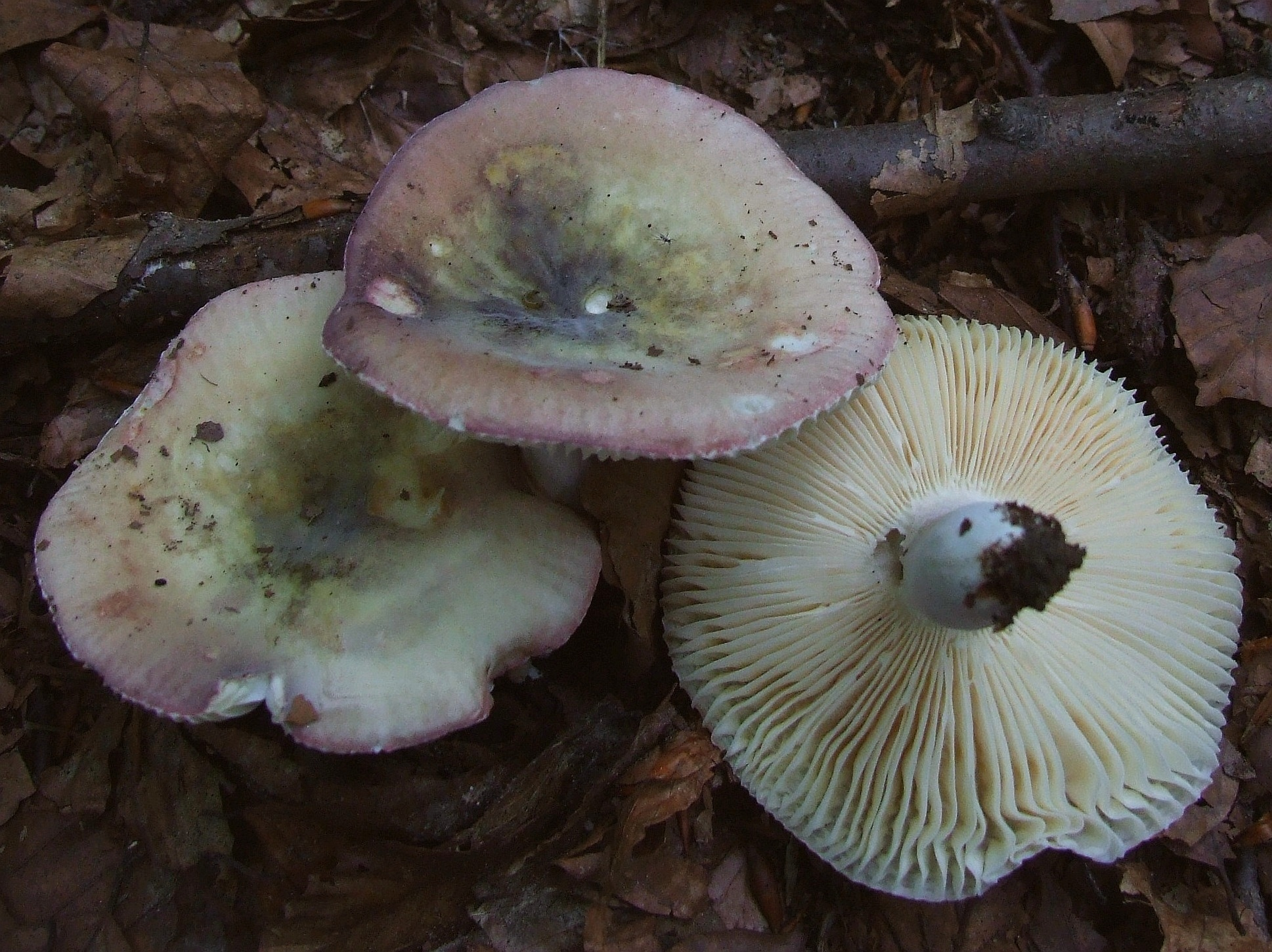
Na verloop van tijd verbleekt de kleur van de hoed
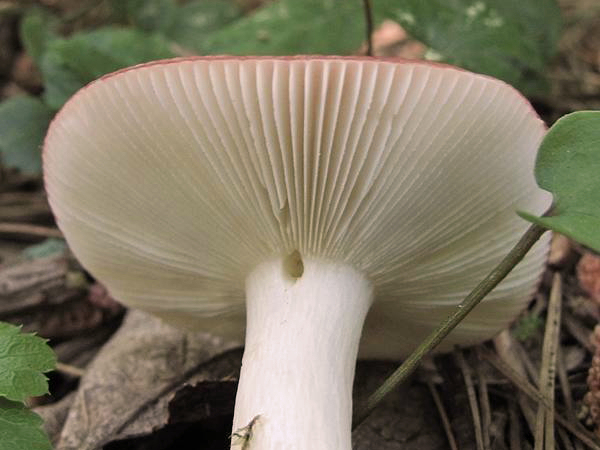
De lamellen hebben vaak een fijne zaagsnede